# Liste der preußischen Gesandten bei den Hansestädten

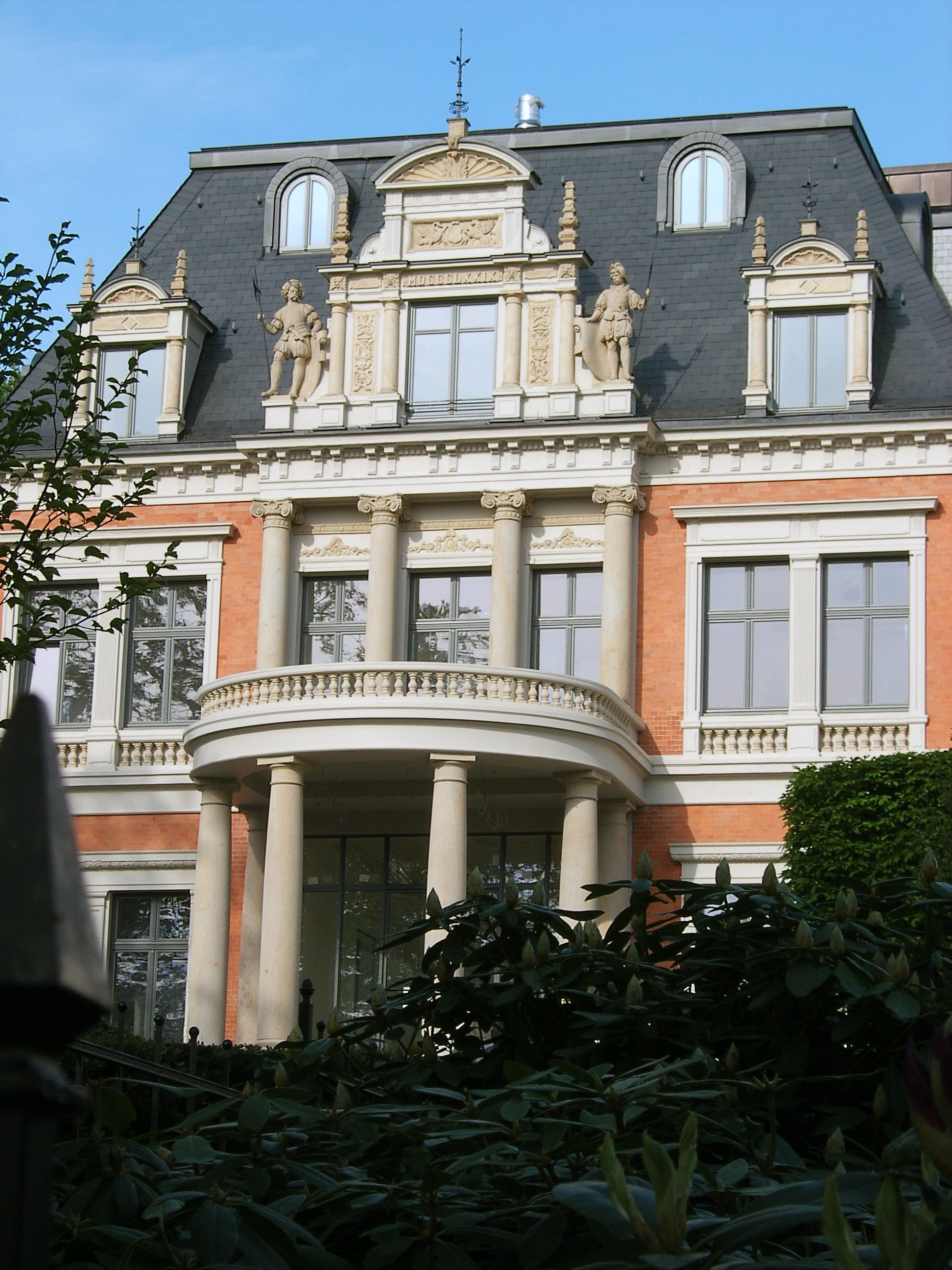
Ehemalige Königlich-Preußische Gesandtschaft am Harvestehuder Weg (heute Sitz der Michael-Stich-Stiftung)

Die Liste der preußischen Gesandten bei den Hansestädten verzeichnet Preußens Gesandte in Hamburg (1653–1919).

## Hintergrund
Hamburg war ab 1510 Freie und Reichsstadt. 1806 begann die Hamburger Franzosenzeit besetzt. Das Erste Kaiserreich annektierte die Stadt von 1811 bis 1814. Ab 1815 war sie Freie Stadt im Deutschen Bund. 1871 wurde sie Bundesstaat im Deutschen Kaiserreich. Die preußischen Gesandten waren von 1814 bis 1918 als Gesandte bei den Hansestädten u. a. auch in Bremen und Lübeck akkreditiert. In beiden Städten  unterhielt Preußen Konsulate.

## Gesandte
1653: Aufnahme diplomatischer Beziehungen
...
- 1724–1752: Johann Destinon
- 1752–1792: Johann Julius von Hecht
- 1792–1796: Heinrich Philipp Anton von Göchhausen
- 1796–180?: Christian Friedrich Tönne von Lüttichau
- 1804–180?: August Otto von Grote[1]

Unterbrechung der Beziehungen
- 1814–1830: August Otto von Grote
- 1830–1834: Mortimer von Maltzahn
- 1834–1849: Ludwig von Haenlein
- 1849–1859: Karl Ludwig Georg von Kamptz
- 1859–1867: Emil von Richthofen
- 1867–1869: Karl Ludwig Georg von Kamptz
- 1869–1872: Anton von Magnus
- 1872–1875: Adalbert von Rosenberg (1818–1880)
- 1875–1885: Otto von Wentzel (1819–1899)
- 1885–1890: Heinrich von Kusserow
- 1890–1894: Guido von Thielmann
- 1894–1895: Alfred von Kiderlen-Waechter
- 1896–1897: Nikolaus von Wallwitz
- 1897–1901: Paul von Wolff Metternich
- 1901–1906: Heinrich von Tschirschky und Bögendorff
- 1906–1908: Edmund Friedrich Gustav von Heyking
- 1908–1910: Gustav Adolf von Götzen
- 1911–1915: Hans Adolf von Bülow
- 1915–1918: Albert von Quadt zu Wykradt und Isny (1864–1930)
- 1919–1919: Adolf Köster

1919: Auflösung der Gesandtschaft